# Далковская, Эва
Эва Далковская (пол. Ewa Dałkowska; 10 апреля 1947, Вроцлав — 8 июня 2025) — польская актриса театра, кино и телевидения.

## Биография
Эва Далковская родилась 10 апреля 1947 года во Вроцлаве. В 1970 году окончила филологический факультет Варшавского университета. Актёрское образование получила в Государственной высшей театральной школе им. Александра Зельверовича в Варшаве, которую окончила в 1972 году. Дебютировала в театре в 1972 году. Актриса театров в Катовице и Варшаве. Выступала в спектаклях «театра телевидения» с 1973 года.
Умерла 8 июня 2025 года на 79-м году жизни после тяжёлой болезни.

## Избранная фильмография
- 1971 — Голубое, как Чёрное море / Niebieskie jak Morze Czarne
- 1975 — Ночи и дни / Noce i dnie
- 1975 — Бенямишек / Beniamiszek
- 1977 — Дело Горгоновой / Sprawa Gorgonowej
- 1978 — Без наркоза / Bez znieczulenia
- 1978 — Больница преображения / Szpital przemienienia
- 1979 — Белая мазурка (Прощальная мазурка) / Biały mazur
- 1979 — Урок мёртвого языка / Lekcja martwego języka
- 1980 — Скрытый в солнце / Ukryty w słońcu
- 1983 — Надзор / Nadzór
- 1984 — Год спокойного солнца / Rok spokojnego słońca
- 1985 — Женщина из провинции / Kobieta z prowincji
- 1985 — Медиум / Medium
- 1990 — Корчак / Korczak
- 2001 — Канун весны / Przedwiośnie
- 1999 — Дочери счастья / Córy szczęścia / A Szerencse lányai
- 2008 — Старик и пёс / Stary człowiek i pies
- 2010 — Уловка / Trick
- 2010 — Мистификация / Mistyfikacja
- 2010 — Не в этом человеке / Nie ten człowiek
- 2015 — Тело / Cialo

## Признание
- 1979 — Бронзовый Крест Заслуги
- 2007 — Офицер Ордена Возрождения Польши
- 2007 — Серебряная Медаль «За заслуги в культуре Gloria Artis»
- 2015 — Командор Ордена Возрождения Польши
- 2025 — Командор со звездой Ордена Возрождения Польши[6]